# Yoshiki Matsushita
Yoshiki Matsushita (født 3. marts 1994) er en japansk fodboldspiller, som spiller for den japanske fodboldklub Vegalta Sendai.